# Karl Ludwig Neubourg

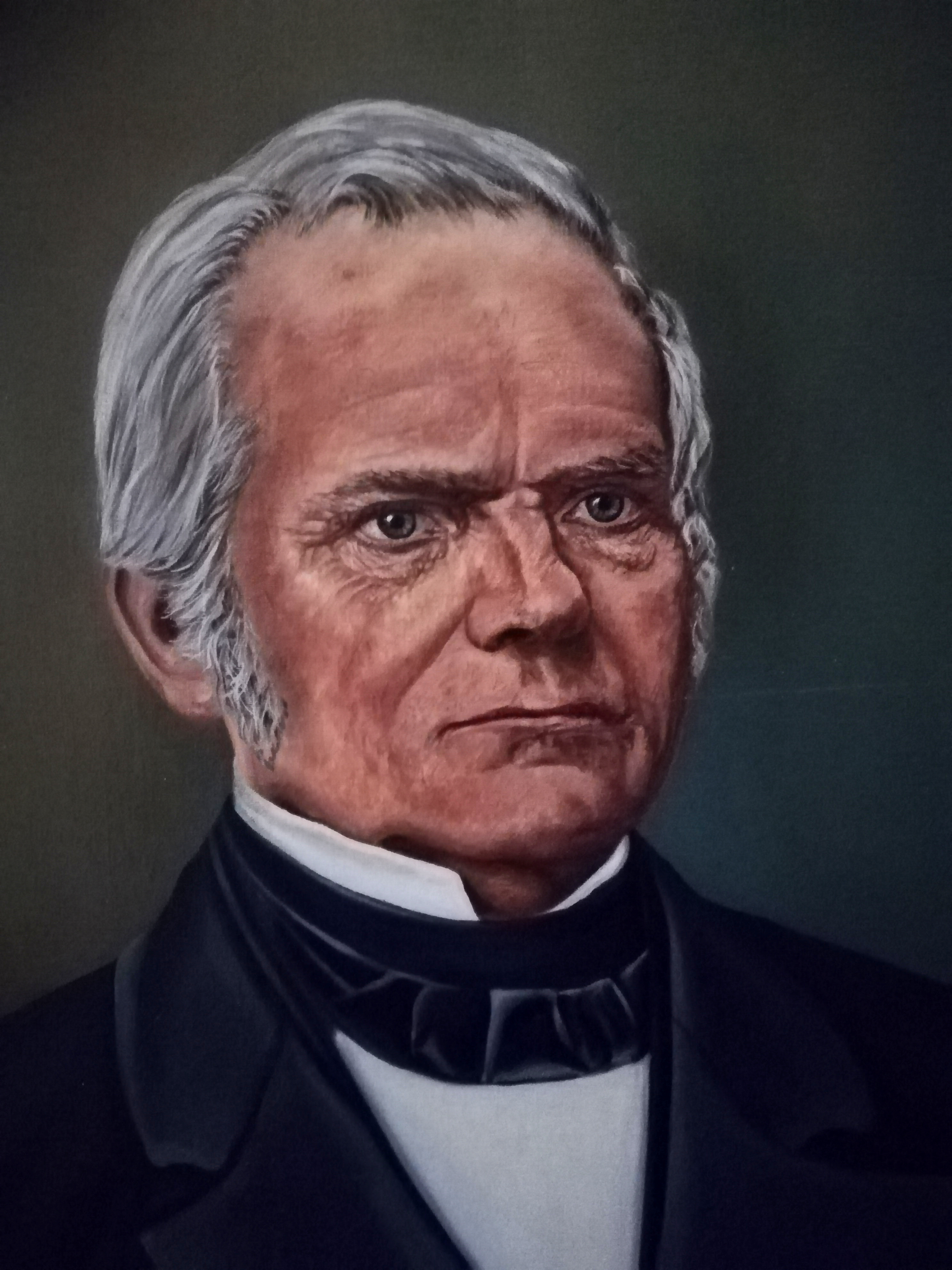
Karl Ludwig Neubourg, Portrait in der Galerie der Ehrenbürger im Rathaus der Hansestadt Stade

Karl Ludwig Neubourg (* 22. Dezember 1808 in Nienburg; † 31. Januar 1895 in Stade) war ein deutscher Politiker.

## Leben

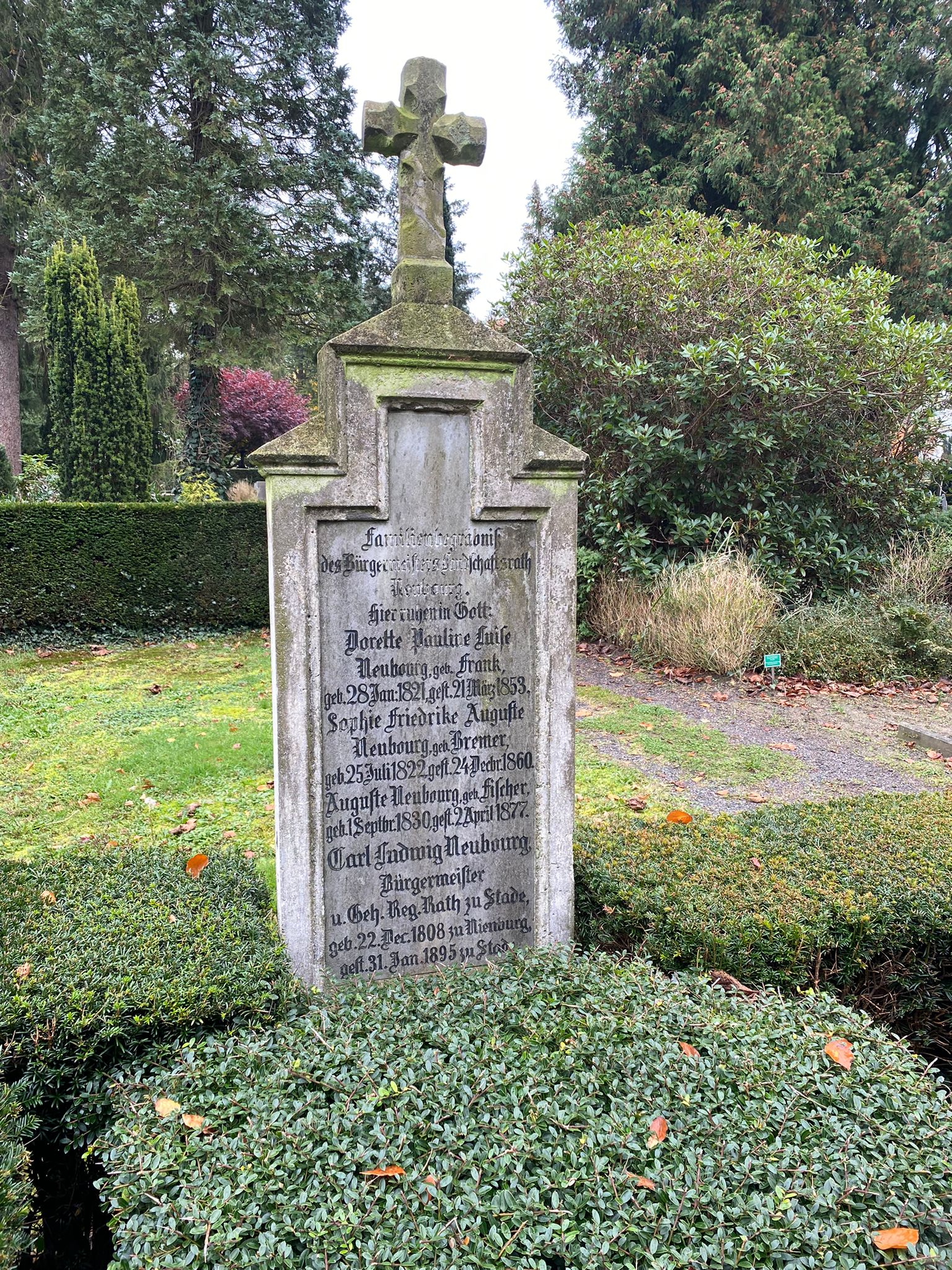
Grabstätte auf dem Horstfriedhof in Stade

Karl Ludwig Neubourg, Sohn eines Oberpostmeisters, besuchte die Schule in Bremen und Hannover. Von 1826 bis 1829 studierte er Rechtswissenschaften an der Georg-August-Universität Göttingen. 1826 wurde er Mitglied des Corps Bremania Göttingen. Ab 1829 gehörte er dem Corps Hanseatia I Göttingen an. Nach dem Studium wurde er zunächst Amtsauditor in Achim, kam dann nach Wilhelmsburg, Harburg, Jork und schließlich 1835 nach Stade, wo er Amtsassessor am Amt Stade-Agathenburg wurde. 1838 wurde er Zweiter Bürgermeister von Stade. Von 1851 bis 1891 war er alleiniger Bürgermeister der Stadt. Als Bürgermeister lag sein Hauptverdienst in der Stadtentwicklungsplanung zur Modernisierung der bis dahin mittelalterlich geprägten Stadt. So verbesserte er die Verkehrsanbindung durch den Bau des Stadthafens (1882) sowie den Anschluss an die 1881 eingeweihte Eisenbahnlinie Harburg-Cuxhaven. Ferner förderte er das Wachstum der Stadt durch deren Entfestigung: Nach Abtragung der Bastionen an dem – die Stadt umgebenden – Burggraben wurden diese in Parkanlagen und Bauland für die heute noch den äußeren Innenstadtring prägenden Gründerzeitvillen umgewandelt. Er war ferner Landschaftsrat.
Neubourg gehörte 1846 und von 1857 bis 1866 der Zweiten Kammer und 1851 der Ersten Kammer der Ständeversammlung des Königreichs Hannover an. Nach der Annexion des Königreichs Hannover durch Preußen war er Mitglied des Hannoverschen Provinziallandtags und Provinzialausschusses. Von 1870 bis 1873 saß er als Abgeordneter des Wahlkreises Hannover 31 (Stader Geestkreis) im Preußischen Abgeordnetenhaus. Er gehörte der Fraktion der Nationalliberalen Partei an. Auch der Bau des städtischen Krankenhauses (1839–1842) geht auf ihn zurück.
Von 1877 bis 1895 war er Senior der St. Antonii-Brüderschaft Stade. Er war Mitglied der ersten beiden Hannoverschen Landessynoden und wurde 1863 in die Kommission zur Vorbereitung der neuen Kirchenverfassung berufen. Von 1876 bis 1895 war er Vorsitzender des Stader Geschichts- und Heimatvereins. Sein Grabmal auf dem Stader Horstfriedhof ist erhalten.

## Auszeichnungen
- Benennung einer Straße am Stader Burggraben als Neubourgstrasse (1882)
- Charakter als Geh. Regierungsrat (1891)
- Ehrenbürger von Stade (1892)
- Denkmal in den Anlagen auf der Königsmarck-Bastion, Stade (1906)